# ولتز لیک (ویسکانسین)
ولتز لیک (به انگلیسی: Voltz Lake) یک منطقهٔ مسکونی در ایالات متحده آمریکا است که در ویسکانسین واقع شده‌است.